# Mähren
För andra betydelser, se Mähren (olika betydelser).

Mährens heraldiska vapen

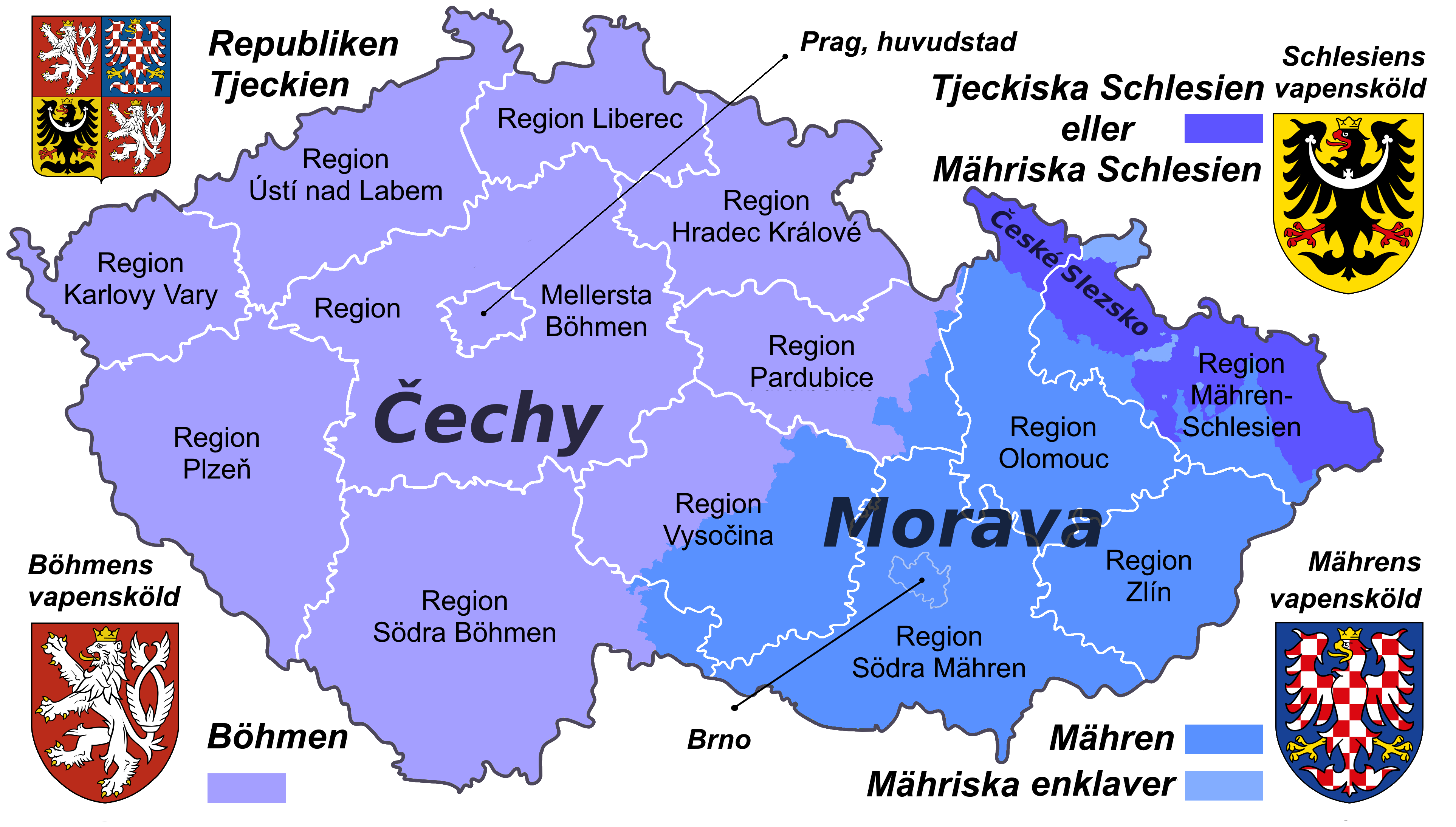
Böhmiska länderna jämfört med dagens administrativa regioner

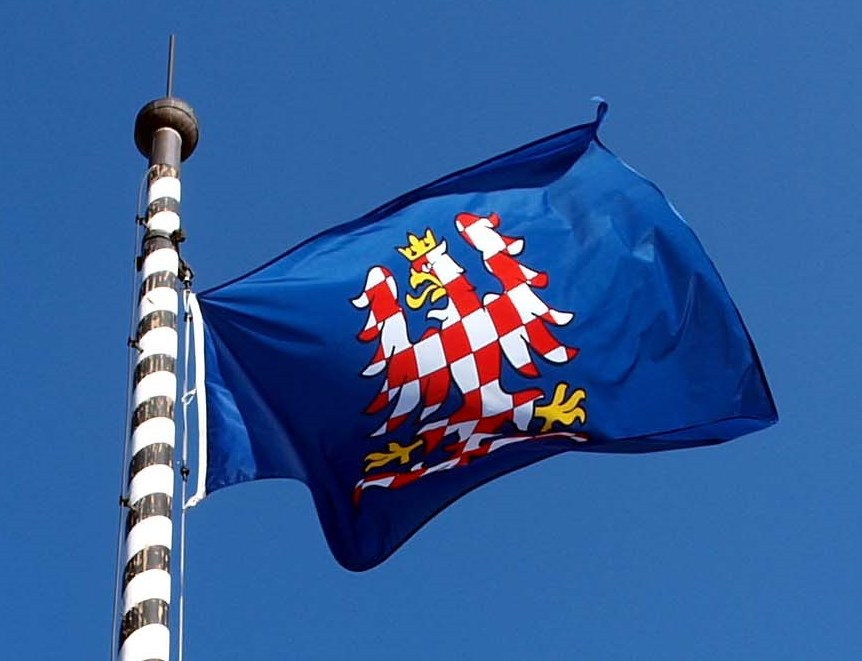
Mähren

Mähren (tjeckiska: Morava; tyska: Mähren) är en historisk region omfattande 26 095 km² och 4,1 miljoner invånare (2005). Mähren utgör idag den östra delen av Tjeckien. Dess historiska huvudstad var Olomouc, som ligger utmed floden Morava, men allt sedan trettioåriga kriget är Brno (tyska Brünn) regionens centralort. Mähren avskiljs från Schlesien av Sudeterna och från Böhmen genom böhmisk-mähriska höglandet, samt av Karpaterna från Slovakien. Landet är uppkallat efter dess viktigaste flod Morava (tyska March).

## Historia

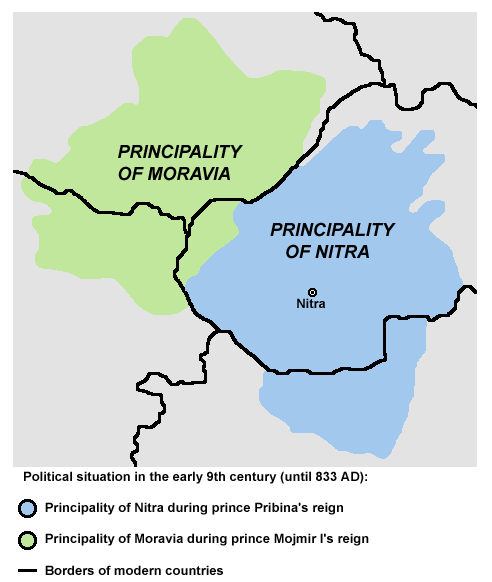

Mähren beboddes ursprungligen av kelter vilka efterföljdes av germanska quader. På 500-talet befolkades landet av slaviska stammar, som efter floden Morava kallade sig moraver. Vid det avariska rikets förfall utbredde sig dessa slaver över ett större område och grundlade ett konungarike, som under namnet Stormähren hade en vida större utsträckning än det nuvarande Mähren. Mot slutet av 700-talet hjälpte de Karl den store att göra slut på det avariska riket och erhöll en del av detta, motsvarande norra Ungern, som län av Karl den store, vars överhöghet de erkände även för sina övriga besittningar. Efter Karl den stores död utvidgade de sitt område och gjorde anspråk på oberoende, och kung Rastislav (846-870) ingick förbund med bulgarerna och den östromerske kejsaren. Det främsta resultatet av förbundet med den senare var mährernas omvändelse till kristendomen genom de grekiska munkarna Kyrillos och Methodios. Rastislav föll slutligen i händerna på Ludvig den tyske, som lät blända honom och insätta honom i kloster. Rastislavs brorson och efterträdare, Svatopluk (870-894), utvidgade Stormähren i väst till Oder, i öst till Hron, men riket föll samman på 900-talet efter ungerska invasioner, och Mähren inskränktes till sitt nuvarande omfång. I omkring ett århundrade tillhörde det än Ungern, än Polen, än Böhmen, tills det 1029 fast förenades med Böhmen. 1182 blev landet ett särskilt markgrevskap Markgrevskapet Mähren som län under Böhmen. Det delade därefter detta lands öden fram till 1918 när det tillföll det nybildade Tjeckoslovakien. Markgrevskapet gavs vanligen som apanage åt yngre medlemmar av Böhmens kungafamilj.
Markgreven Jodocus (Jobst) valdes 1410 till tysk-romersk kung, men dog några månader efter valet. Efter Ludvig II:s död 1526 tillföll Mähren huset Habsburg i Österrike. Under trettioåriga kriget ockuperades större delen av landskapet av den svenska armén ledd av general Lennart Torstenson, och under denna tid försköts regionens centrum från Olomouc till Brno, som aldrig föll i svenska händer. Sedan Fredrik II av Preussen på 1740-talet erövrat större delen av Schlesien förenades den återstående österrikiska delen av detta hertigdöme med Mähren till en provins, men skildes 1849 åter därifrån och förklarades som omedelbart "kronland" i monarkin.
Då det habsburgska riket föll efter första världskriget blev Mähren en del av den nya staten Tjeckoslovakien. Vid Münchenöverenskommelsen i september 1938 tvingades Tjeckoslovakien bland annat avträda delar av Mähren till Nazityskland (se vidare Sudetenland). Efter den tyska inmarschen i Tjeckoslovakien i mars 1939 utgjorde återstoden av Mähren jämte återstoden av Böhmen protektoratet Böhmen-Mähren Nazityskland till och med krigsslutet 1945.
Efter kriget återupprättades Tjeckoslovakien och bestod fram till delningen 1993 då Mähren kom att ingå i Tjeckien.

## Befolkning

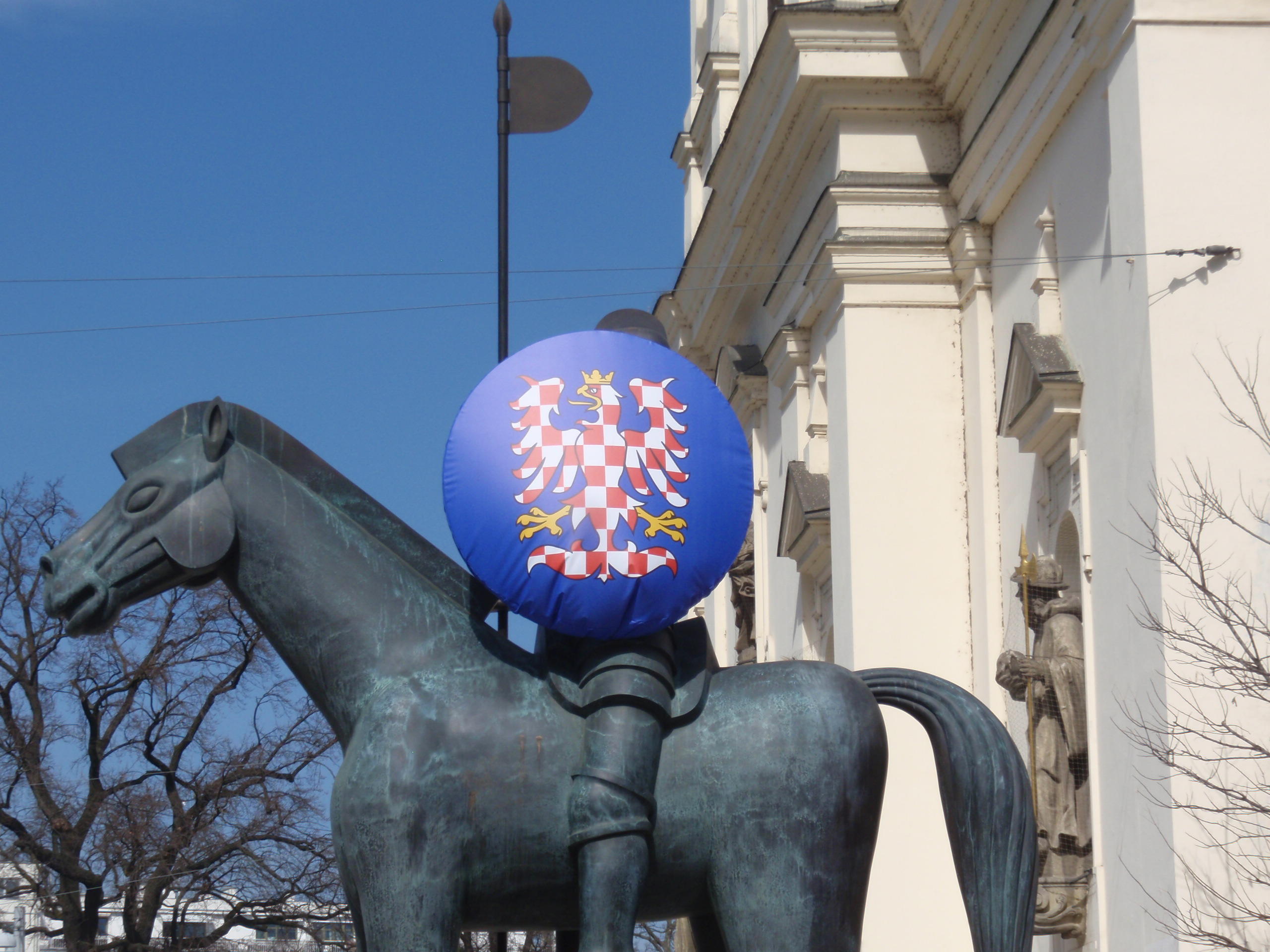
Ryttarstaty av Jobst av Mähren på Moravské náměstí (fyrkant av Mähren) i Brno. Den runda skölden som riddaren hade försågs med det moraviska vapenskölden den 26 mars 2021. Representanter för staden Brno använder den för att fira folkräkningen för befolkning, hus och bostäder 2021.

Mähren är en utpräglad agrar bygd. Bland de större städerna har bara Brno och Olomouc mer än hundra tusen invånare, men flera av de mindre städerna, som till exempel Kroměřiž, Znojmo och Třebíč, är populära resmål och lokalt kända för sina minnesmärken och sin arkitektur. Staden Zlín är också känd för sin produktion av animerade filmer och för skotillverkaren Baťa.
Så gott som hela befolkningen utgörs idag av tjecker. I norra Mähren, utmed gränserna till Schlesien och Polen, finns det en mindre polsktalande minoritet.
Före kriget utgjorde tyskar (sudeter) nära 30 % av Mährens befolkning, men de fördrevs 1945/1946. ==

## Kända moravianer
- Valentim Fernandes (14?? - Lissabon, 1518 eller 1519), tryckare och översättare
- Comenius (1592-1670), grundare av modern didaktik
- Nikolaus Ludwig von Zinzendorf (1700-1760), teolog och biskop i den moraviska kyrkan som ägnade sig åt att främja dialogen mellan de olika kristna konfessionerna
- Rochus Schüch (1788-1844), mästare till Peter II av Brasilien
- Gregor Mendel (1822-1884), genetikens grundare
- Sigmund Freud (1856-1939), grundare av psykoanalysen
- Ernst Mach (1838-1916), fysiker och filosof
- Edmund Husserl (1959-1938), grundare av fenomenologin
- Alfons Mucha (1860-1939), målare och grafisk designer, ledande figur inom Art Nouveau-rörelsen
- Joseph Schumpeter (1883-1950), en av 1900-talets viktigaste ekonomer
- Kurt Friedrich Gödel (1906-1978), matematiker och anses vara en av de största logikerna genom tiderna
- Ivan Lendl (1960), professionell tennisspelare
- Petra Kvitová (1990), professionell tennisspelare
- Tomáš Berdych (1985), professionell tennisspelare
- Valentin Stansel (1621-1705), Astronom och jesuitpater
- Oskar Schindler (Svitavy, 1908 – Hildesheim, 1974), industriman som räddade 1 200 judar från döden under Förintelsen
- Leoš Janáček (1854-1928), tonsättare, musikteoretiker, folklorist, publicist och lärare
- Otto Wichterle (1913–1998), vetenskapsman och uppfinnare, främst verksam inom området makromolekylär organisk kemi (kontaktlins, silon)
- Adolf Loos (1870-1933), arkitekt och arkitekturteoretiker; klassiker inom modern arkitektur och en ledande företrädare för arkitektonisk purism
- Tomáš Baťa (1876-1932), skofabrikant
- Georg Placzek (1905–1955), fysiker, deltagare i Manhattanprojektet
- Tomáš Garrigue Masaryk (1850–1937), filosof och politiker, Tjeckoslovakiens förste president
- Zdeněk Burian (1905–1981), målare, bokillustratör, rekonstruktör av paleontologi
- Milan Kundera (1929–2023), författare